# Всеволожский, Игнат Михайлович
Игнат Михайлович Всеволожский  — сын боярский и воевода во времена правления Ивана IV Васильевича Грозного.
Из дворянского рода Всеволожские. Сын воеводы и думного дворянина Михаила Ивановича Всеволожского по прозванию Ушакун (Ушак).
В Российской родословной книге П.В. Долгорукова не показан. Упомянут в родословной книге М.Г. Спиридова и в родословной книге из собрания М.А. Оболенского.

## Биография
Упомянут сыном боярским. В ноябре 1553 года на свадьбе царя казанского Симеона Касаевича и Марии Андреевны Кутузовой-Клеопиной был первым в свадебном поезде, над жениховой свечой фонарь нёс. В 1555 году послан на Вятку собирать ратных людей для похода на бунтующие казанские народы. В январе 1558 года отправлен с князем Вишневицким первым воеводою на Днепр, Хортицу и в Кабарду. В 1559 году второй воевода на Псельске, а оттуда велено ему идти на Днепр в судовой рати первым воеводою Передового полка против крымского войска.